# Toquí de Bangs
El toquí de Bangs (Arremon basilicus) és un ocell de la família dels passerèl·lids (Passerellidae).

## Descripció
És un ocell tímid que sol amagar-se als boscos de les muntanyes de Santa Marta al nord de Colòmbia. Bastant distintiu pel seu rang limitat, amb una cara negra i una taca en el pit, la gola blanca i el cap ratllat. Es manté per la zona baixa al sotabosc i sovint és difícil de veure, però de vegades visita menjadores dins de la Reserva Natural El Dorado, on pot ser més fàcil de trobar. El cant és una llarga sèrie de grinyols i trinats aguts.

## Hàbitat i distribució
Aquesta espècie es troba al sotabosc dels boscos humits de muntanya i al llarg de les vores del bosc (Jaramillo 2020). La seva ecologia és poc coneguda.

## Taxonomia
En un principi es considerava una subespècie (Arremon torquatus basilicus) del toquí cap-ratllat (A. torquatus). A partir de les diferències de vocalització, plomatge i genètica, es va determinar separar-la i tractar-la com espècie diferent. El SACC va dividir el grup el 2010.